# Primitifs (film, 2024)
Pour les articles homonymes, voir Primitif et Sasquatch (homonymie).
Pour plus de détails, voir Fiche technique et Distribution.
Primitifs (Sasquatch Sunset) est un film américain réalisé par David Zellner et Nathan Zellner et sorti en 2024. Le film, écrit par David Zellner, met en vedette Jesse Eisenberg, Riley Keough, Nathan Zellner et Christophe Zajac-Denek. Ari Aster est producteur exécutif sous sa bannière[Quoi ?] Square Peg.
Il est présenté en avant-première au festival du film de Sundance 2024.

## Synopsis
Un jour, leur habitat paisible se trouve menacé par les signes d’une civilisation moderne en expansion. Ils entament alors un voyage absurde et émouvant pour survivre et préserver ce qui reste de leur espèce 

## Fiche technique
- Titre original : Sasquatch Sunset
- Titre français : Primitifs
- Réalisation : David Zellner et Nathan Zellner
- Scénario : David Zellner
- Musique : The Octopus Project
- Photographie : Mike Gioulakis
- Montage : Nathan Zellner, David Zellner et Daniel Tarr
- Costumes : Steve Newburn
- Production : Tyler Campellone, Jesse Eisenberg, David Harrari, Lars Knudsen, David Zellner, Nathan Zellner
- Pays de production :  États-Unis
- Langue originale : aucune (sonore sans dialogue)
- Format : couleur
- Genre : comédie dramatique, aventures, absurde
- Durée : 89 minutes
- Dates de sortie :
  - États-Unis : 19 janvier 2024 (festival de Sundance) ; 12 avril 2024(sortie limitée)

## Distribution
- Riley Keough : la femelle bigfoot
- Jesse Eisenberg : le mâle bigfoot
- Nathan Zellner : le mâle alpha
- Christophe Zajac-Denek : l'enfant bigfoot

## Production
En août 2022, Jesse Eisenberg a annoncé son implication dans le film, sous la direction des réalisateurs David et Nathan Zellner.

## Accueil
Le site Martin Cid Magazine (FR) décrit l’œuvre comme une « comédie muette très absurde » qui devient progressivement « étrange, magique et anthropologique », saluant l’audace formelle du projet.
Pour le site Indigobuzz, Primitifs est « une hallucination filmique » mêlant humour scatologique et tendresse visuelle. L’interprétation de Riley Keough est particulièrement saluée, et l’approche du film est perçue comme « sincère et émotive malgré son absurdité ».
En revanche, Critique Ciné juge le film inégal. Si la première moitié est qualifiée de « très réussie », la seconde est perçue comme « un basculement maladroit vers le drame », nuisant à la cohérence de l’ensemble.
Sur le site communautaire SensCritique, plusieurs utilisateurs relèvent un contraste assumé entre absurdité et gravité. L’un d’eux évoque un film « à la fois drôle, étrange et touchant », avec un « réalisme animalier inattendu ».

## Distinctions

### Sélections
- Festival du film de Sundance 2024[8]
- Berlinale 2024 : sélection officielle, section « Berlin Special Gala », hors compétition[9]